# El loco de la colina
El loco de la colina fue un programa de entrevistas español emitido en radio y posteriormente en televisión, presentado por Jesús Quintero. En Canal Sur y diferentes canales de la FORTA hubo un programa similar llamado Ratones coloraos.

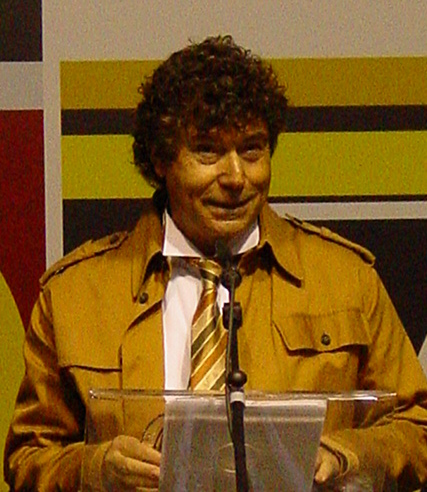
Jesús Quintero

## Radio
El loco de la colina nació como un programa de radio nocturno emitido por Radio Nacional de España de 1980 a 1982 y posteriormente por la Cadena SER hasta 1986. El programa fue posteriormente reemitido en emisoras de Argentina y Uruguay.
Representó el descubrimiento para este país de la radio intimista y dio a conocer al periodista Jesús Quintero, que también introdujo el silencio en el lenguaje radiofónico de España. Tuvo gran éxito dado que consiguió equipararse a las audiencias de José María García. Quintero conectaba con los oyentes trabajando sobre los guiones de Javier Salvago, Paco Cervantes, Raúl del Pozo, Juan Cobos Wilkins, Félix Machuca y Javier Rioyo.
El silencio consistía en que tras una respuesta por parte del entrevistado, que estaba preparada de antemano, Quintero permanecía en silencio, creando con ello una gran incomodidad en el invitado que creía entonces que su respuesta había sido escasa. Finalmente el entrevistado contestaba más de lo que pretendía en un principio. También contribuía en esto de forma fundamental el ritmo del programa, que era muy pausado.

## Televisión
El 10 de enero de 2006, La Primera de Televisión Española estrenó la versión televisiva del programa (también transmitida con contenidos adicionales por Radio 5), que se emitió durante una temporada, hasta el 28 de junio del mismo año. Fueron un total de 23 programas. Posteriormente, durante el verano de 2006, La Primera emitió varios resúmenes del programa con el título La noche del loco. La siguiente temporada el espacio fue reemplazado, en el mismo canal, por La noche de Quintero, un programa de características y contenidos análogos.

## Episodios y audiencias
| Temporada | Temporada                | Episodios | Estreno             | Final               | Audiencia media | Audiencia media | Audiencia media |
| Temporada | Temporada                | Episodios | Estreno             | Final               | Espectadores    | Cuota           |                 |
| --------- | ------------------------ | --------- | ------------------- | ------------------- | --------------- | --------------- | --------------- |
|           | 1 (El loco de la colina) | 24        | 10 de enero de 2006 | 28 de junio de 2006 | 2 367 000       | 14,8%           |                 |
|           | 2 (La noche de Quintero) | 8         | 24 de enero de 2007 | 13 de marzo de 2007 | 2 220 000       | 12,6%           |                 |
| Total     | Total                    | 31        | 2006                | 2007                | 2 293 000       | 13,7%           |                 |

### Temporada 1: 2006
| N.º (serie) | N.º (temp.) | Fecha de emisión      | Audiencia         | Invitados |
| ----------- | ----------- | --------------------- | ----------------- | --- |
| 1           | 1           | 10 de enero de 2006   | 2 762 000 (15,3%) | Rocío Jurado |
| 2           | 2           | 17 de enero de 2006   | 2 762 000 (15,3%) | Alejandro Sanz, Antonio Gala, Santiago Segura y El Risitas                                                         |
| 3           | 3           | 24 de enero de 2006   | 2 512 000 (14,4%) | José Ortega Cano, Enrique Iglesias, Victoria Vera, Francisco de Paula y Alejandro Jodorowsky                       |
| 4           | 4           | 31 de enero de 2006   | 2 890 000 (15,7%) | Alberto Ruiz-Gallardón, Victoria Abril y Juan Tamariz                                                              |
| 5           | 5           | 7 de febrero de 2006  | 2 773 000 (15,0%) | Antonio Banderas, Ivonne Armant, Manuel Toharia y Albert Pla                                                       |
| 6           | 6           | 14 de febrero de 2006 | 2 190 000 (14,2%) | Jesulín de Ubrique, Juan Luis Galiardo y José Antonio Zarzalejos                                                   |
| 7           | 7           | 21 de febrero de 2006 | 3 058 000 (18,1%) | Miguel Bosé, María Teresa Campos, Arturo Pérez-Reverte y Alba Romero                                               |
| 8           | 8           | 28 de febrero de 2006 | 2 509 000 (14,6%) | Joaquín Cortés, Loles León, Fernando Arrabal, El Dioni y Laura Sánchez                                             |
| 9           | 9           | 7 de marzo de 2006    | 2 155 000 (15,5%) | Julio Anguita, Antonio Banderas, Rafael Peralta, Kiko Narváez, Antonio Gala, La Terremoto de Alcorcón y El Risitas |
| 10          | 10          | 14 de marzo de 2006   | 2 909 000 (18,4%) | Maribel Verdú, Andrea Bocelli, Muchachito Bombo Infierno, Silvina, Pepe Navarro y El Lute                          |
| 11          | 11          | 21 de marzo de 2006   | 2 678 000 (16,2%) | Alfredo Pérez Rubalcaba, Cayetano Martínez de Irujo y Lorena Berdún                                                |
| 12          | 12          | 28 de marzo de 2006   | 2 310 000 (14,7%) | Pedro J. Ramírez, Paulina Rubio, Samuel Eto'o, Pocholo Martínez-Bordiú y Sakys Tashi Ling                          |
| 13          | 13          | 4 de abril de 2006    | 2 155 000 (12,5%) | Paulo Coelho, Dominique Lapierre, José Mercé, José Campos y Míchel                                                 |
| 14          | 14          | 11 de abril de 2006   | 1 993 000 (12,7%) | Niña Pastori, Karlos Arguiñano, Paloma San Basilio e Ismael Beiro                                                  |
| 15          | 15          | 19 de abril de 2006   | 2 260 000 (16,2%) | Felipe González, Charo López y El Risitas                                                                          |
| 16          | 16          | 26 de abril de 2006   | 2 223 000 (15,4%) | Felipe González, Josep Piqué, Raymond Nakachian y Kimera y Luz Casal                                               |
| 17          | 17          | 3 de mayo de 2006     | 2 596 000 (15,8%) | Carmen Martínez-Bordiú, Ángel Nieto y José Legrá                                                                   |
| 18          | 18          | 17 de mayo de 2006    | 1 904 000 (15,1%) | Joan Manuel Serrat, Cayetano Rivera Ordóñez, Manolo Molés y Pepe Sancho                                            |
| 19          | 19          | 24 de mayo de 2006    | 2 155 000 (12,8%) | Jaydy Michel, Coto Matamoros, Robi 'Draco' Rosa y Antonio Escohotado                                               |
| 20          | 20          | 31 de mayo de 2006    | 2 316 000 (14,0%) | José Luis Perales, El Koala y Miguel Camero Salas                                                                  |
| 21          | 21          | 7 de junio de 2006    | 2 311 000 (17,0%) | Ivete Sangalo, José Bono, Kaoutar Haik y Corinne Bailey                                                            |
| 22          | 22          | 14 de junio de 2006   | 1 907 000 (12,0%) | Juan Fernando López Aguilar, subcomandante Marcos, Terelu Campos, Javier Clemente y Pino Sagliocco                 |
| 23          | 23          | 21 de junio de 2006   | 2 106 000 (13,4%) | Iñaki Gabilondo, Ana Torroja, Nicolás Vallejo-Nágera "Colate" y Ramoncín                                           |
| 24          | 24          | 28 de junio de 2006   | 1 770 000 (11,7%) | Ainhoa Arteta, Mario Vargas Llosa, Ángel Nieto, Amaral, Alejandro Jodorowski, Carmen Sarmiento y Bebe              |

### Temporada 2: 2007
| N.º (serie) | N.º (temp.) | Fecha de emisión      | Audiencia         |
| ----------- | ----------- | --------------------- | ----------------- |
| 25          | 1           | 24 de enero de 2007   | 2 853 000 (15,0%) |
| 26          | 2           | 31 de enero de 2007   | 2 832 000 (15,3%) |
| 27          | 3           | 7 de febrero de 2007  | 1 933 000 (15,1%) |
| 28          | 4           | 14 de febrero de 2007 | 2 239 000 (13,2%) |
| 29          | 5           | 21 de febrero de 2007 | 2 589 000 (13,6%) |
| 30          | 6           | 27 de febrero de 2007 | 2 010 000 (11,0%) |
| 31          | 7           | 6 de marzo de 2007    | 1 489 000 (7,7%)  |
| 32          | 8           | 13 de marzo de 2007   | 1 816 000 (9,7%)  |